# 藤原山蔭
藤原 山蔭（ふじわら の やまかげ）は、平安時代前期の公卿。越前守・藤原高房の三男。

## 経歴
仁寿4年（854年）の左馬大允を振り出しに衛門少尉を務めた後、天安2年（858年）3月に皇太子・惟仁親王の春宮大進に任ぜられ、同年11月の惟仁親王の即位（清和天皇）に伴い従五位下に叙せられる。
清和朝では天皇の側近として蔵人・近衛少将を務める傍ら、備後権介・伊予介・美濃守と地方官を兼ねる。貞観6年（864年）従五位上に叙せられてから10年近く昇進の機会がなかったが、貞観14年（872年）の太政大臣・藤原良房の没後に俄に昇進し、貞観15年（873年）正五位下、貞観17年（875年）従四位下・蔵人頭兼右近衛権中将に叙任される。
貞観18年（876年）12月に陽成天皇が即位すると、清和上皇に仕えるために近衛中将の辞任を重ねて奏上し、翌貞観19年（877年）正月に一旦中将の辞任を許される。しかし早くも翌月には右大弁に任ぜられたため山蔭は再度辞任を上奏するが、陽成天皇の強い慰留を受けて、太上天皇宮別当を兼帯しながら右大弁を務めることになった。元慶3年（879年）正月に従四位上に叙せられるが、同年5月の清和上皇の出家に前後して山蔭はまたも致仕の上奏を重ねて行うも許されず、逆に10月には参議に叙任され公卿に列した。元慶4年（880年）清和上皇が崩御するが、山蔭は出仕を続けて元慶5年（881年）左大弁、元慶6年（882年）正四位下に叙任されている。
光孝朝の仁和2年（886年）従三位・中納言に至る。仁和4年（888年）2月4日に薨去。享年65。最終官位は中納言従三位兼行民部卿。

## 人物
四条流庖丁式の創始者と長く認識されてきたが、山蔭自身が庖丁式を執り行った事績・記録は無い。庖丁式の初見については、白河天皇１１３６年に藤原家成が御前で鯉庖丁をして見せたことが記録（古今著聞集）されている。
また十九奉幣社のひとつ吉田神社と総持寺（西国三十三所二十二番札所）、さらに新長谷寺（真如堂内）（洛陽三十三所観音霊場五番札所）を建立・創建している。
吉田神社の末社である山蔭神社に庖丁の神、料理・飲食の祖神として祀られている。

## 説話
以前山蔭が助けた亀に、幼児の息子（僧の如無）が救われたとるす説話が『今昔物語集』に収録されている。

## 官歴
注記のないものは『日本三代実録』による。
- 仁寿4年（854年） 正月：左馬大允[8]
- 斉衡3年（856年） 正月：右衛門少尉[8]。3月：左衛門少尉[8]
- 時期不詳：正六位上
- 天安2年（858年） 3月：春宮大進（皇太子・惟仁親王）[8]。9月14日：右近衛将監[8]。10月：蔵人[8]。11月7日：従五位下（惟仁親王即位）
- 貞観元年（859年） 3月22日：備後権介
- 貞観2年（860年） 8月26日：右近衛権少将、備後権介如故
- 貞観3年（861年） 正月13日：兼伊予介
- 貞観4年（862年） 11月：蔵人[8]
- 貞観5年（863年） 2月10日：右近衛少将。3月28日：次侍従
- 貞観6年（864年） 正月7日：従五位上
- 貞観7年（865年） 10月9日：禁色[8]
- 貞観9年（867年） 2月29日：兼美濃守
- 貞観15年（873年） 正月7日：正五位下[8]
- 貞観16年（874年） 正月15日：兼備前守[8]
- 貞観17年（875年） 正月21日：従四位下。3月：蔵人頭[8]。8月25日：右近衛権中将[8]
- 貞観19年（877年） 正月5日：辞右近衛権中将。2月29日：右大弁。閏2月15日：見太上天皇宮別当
- 元慶3年（879年） 正月7日：従四位上。10月23日：参議[8]
- 元慶5年（881年） 2月：左大弁[8]。7月16日：兼播磨権守[8]
- 元慶6年（882年） 正月7日：正四位下。日付不詳：播磨守[8]
- 元慶9年（885年） 正月：去播磨守[8]
- 仁和2年（886年） 6月13日：従三位、中納言
- 仁和3年（889年） 5月11日：兼民部卿[8]
- 仁和4年（888年） 2月4日：薨去（中納言従三位兼行民部卿）

## 系譜
『尊卑分脈』による。
- 父：藤原高房
- 母：藤原真夏の娘
- 妻：筑前介有孝の娘（姓不明）
  - 男子：藤原有頼
  - 男子：藤原公利
  - 男子：藤原遂長
  - 男子：藤原言行
  - 男子：藤原兼三
  - 男子：藤原中正 - 後裔に伊達氏?
- 生母不詳の子女
  - 三男：如無（867-938）
  - 女子：藤原元善子 - 光孝天皇女御
  - 女子：藤原定方室
  - 女子：雅望王室
  - 女子：藤原家宗室